# 博迪奧

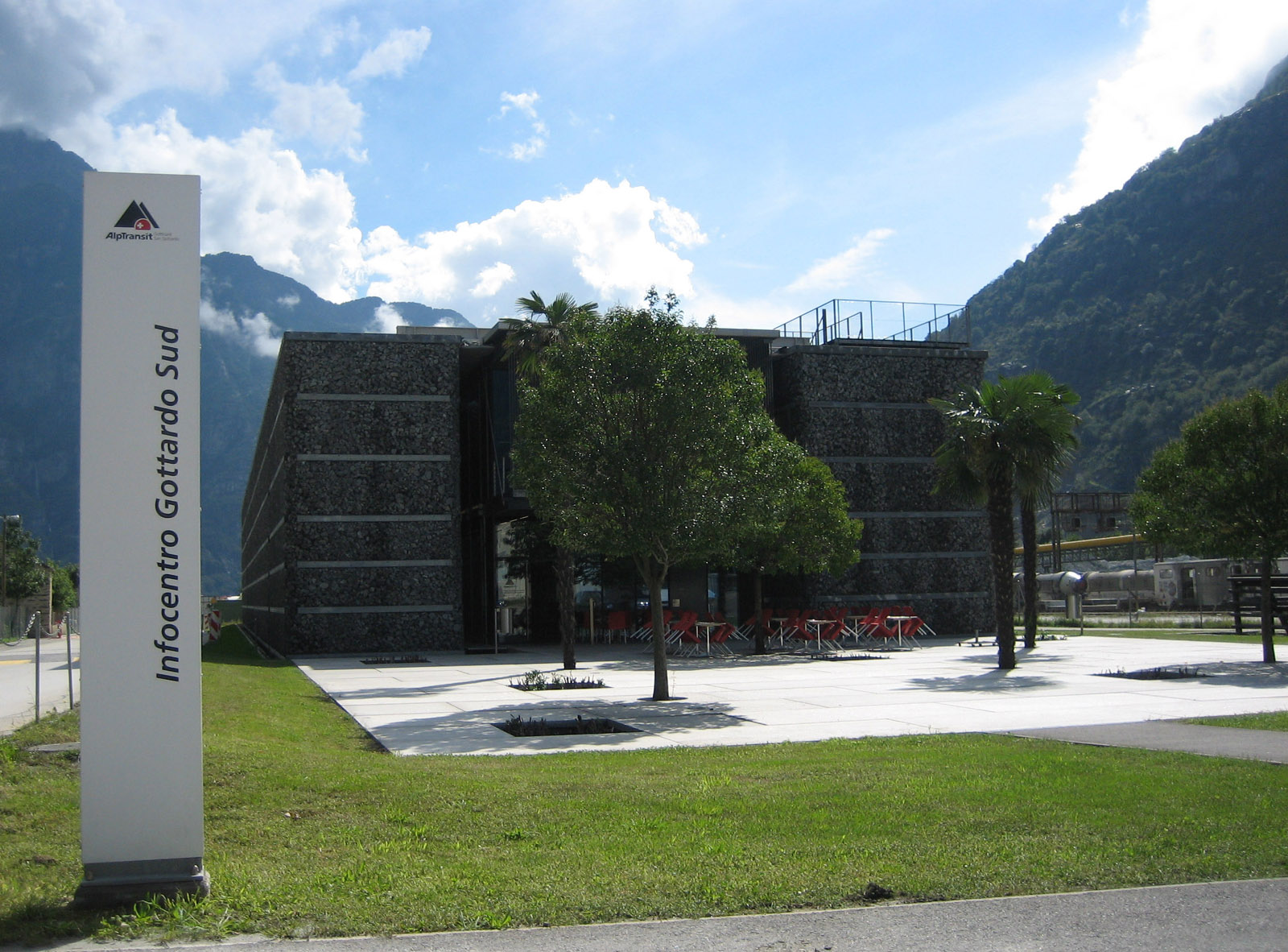

博迪奧（Bodio）是瑞士的城鎮，位於該國南部，由提契諾州負責管轄，面積6.44平方公里，海拔高度321米，2011年人口1,019，八成人口信奉羅馬天主教，人口密度每平方公里158人。